# Jean-Antoine Carrel

Jean-Antoine Carrel

Jean-Antoine Carrel (getauft 16. Januar 1829 in Valtournenche; † 26. August 1890 am Matterhorn) war ein italienischer Bergführer. Bekannt geworden ist er durch die erste Besteigung des Matterhorns am 17. Juli 1865 von der italienischen Seite aus und die Erstbesteigung des Chimborazo 1880.

## Matterhornbesteigung
Ursprünglich hatte sich Carrel verpflichtet, mit Edward Whymper am 9. und 10. Juli 1865 das Matterhorn von der Schweizer Seite aus zu besteigen. Allerdings stand Carrel bereits seit einem Jahr auch im Dienste des italienischen Geologen und Ingenieurs Felice Giordano aus Turin, der zu dem Zeitpunkt im Valtournenche eintraf. Carrel war deshalb in Verlegenheit, aber bedingt durch schlechtes Wetter konnte die mit Whymper geplante Bergfahrt nicht stattfinden. Carrel entschied sich daher ein paar Tage später, die Unternehmung von Giordano zu führen. Zwischenzeitlich hatte aber Whymper mit seiner Gruppe das Matterhorn über den Hörnligrat bereits bezwungen.
Carrel gelang zusammen mit Amé Gorret wenige Tage nach Whymper über den Liongrat die zweite Besteigung des Matterhorns. Einige Jahre später brachen die Gebrüder Carrel mit Edward Whymper zu einer gemeinsamen Südamerikareise auf, in deren Verlauf ihnen eine beachtliche Zahl gemeinsamer Erstbesteigungen gelang, unter anderem die des Chimborazo 1880.
Am 26. August 1890 starb Carrel am Matterhorn. Er war am 23. August 1890 zusammen mit Carlo Gorret und Leone Sinigaglia von Giomein losgegangen, um das Matterhorn zu besteigen. Die Seilschaft war am ersten Tag gemeinsam bis zur Hütte auf der Cravatte gekommen, doch ein Wettersturz hielt sie tagelang auf der Hütte fest. Anschließend mussten sie durch tiefen Schnee absteigen. Carrel gelang es, seine Gefährten noch sicher zu den flacheren Weiden hinabzubringen, wo er dann an Erschöpfung starb.
Carrels Schicksal wurde mehrfach verfilmt, u. a. von Nunzio Malasomma in dem Stummfilm Der Kampf ums Matterhorn (1928) nach dem im selben Jahr erschienenen Tatsachenroman gleichen Titels von Carl Haensel und 1938 von Luis Trenker unter dem Titel Der Berg ruft. Sowohl am Matterhorn (Rifugio Jean-Antoine Carrel) als auch am Chimborazo (Refugio Carrel) wurden Hütten nach ihm benannt.

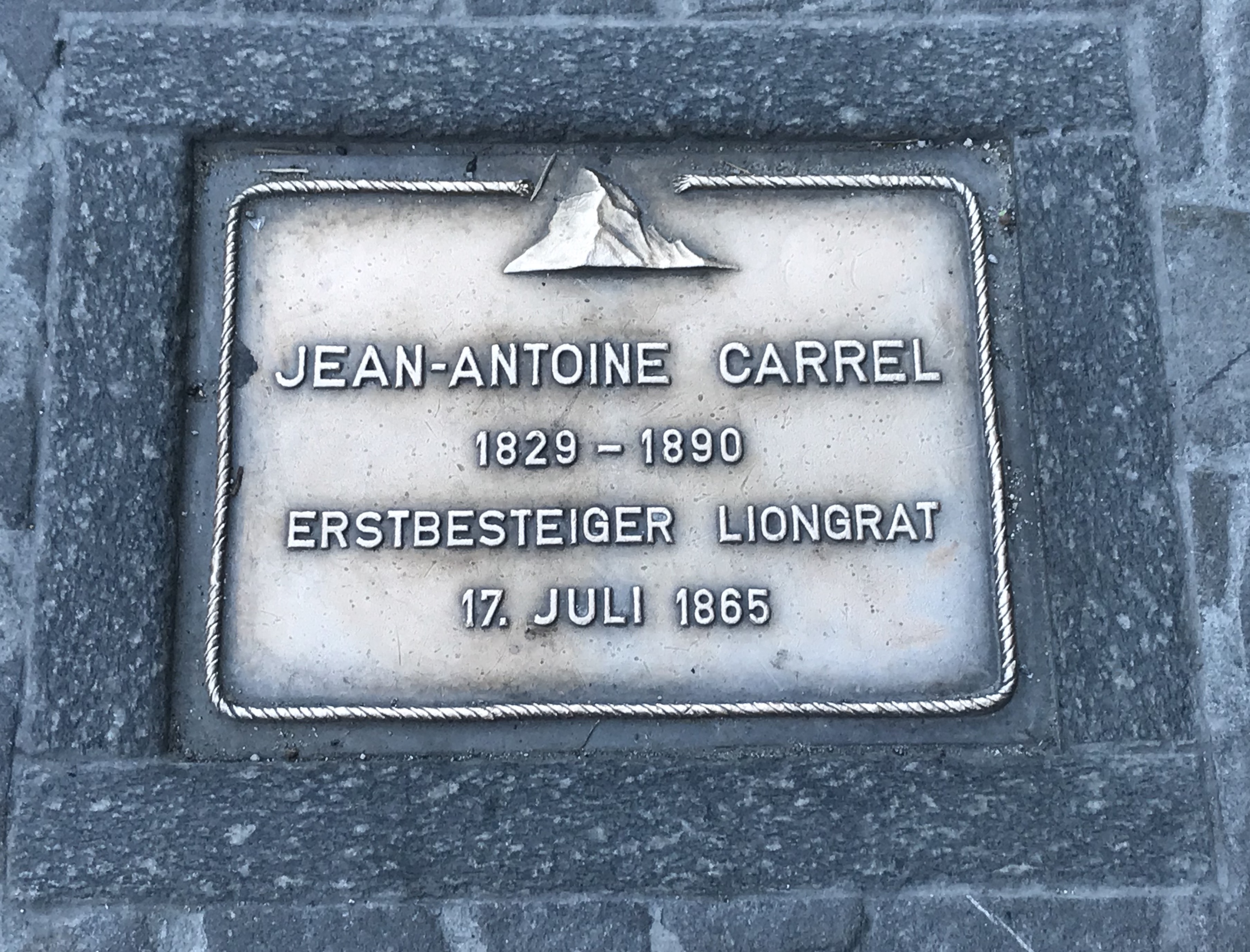
Gedenktafel auf der Bahnhofstrasse in Zermatt
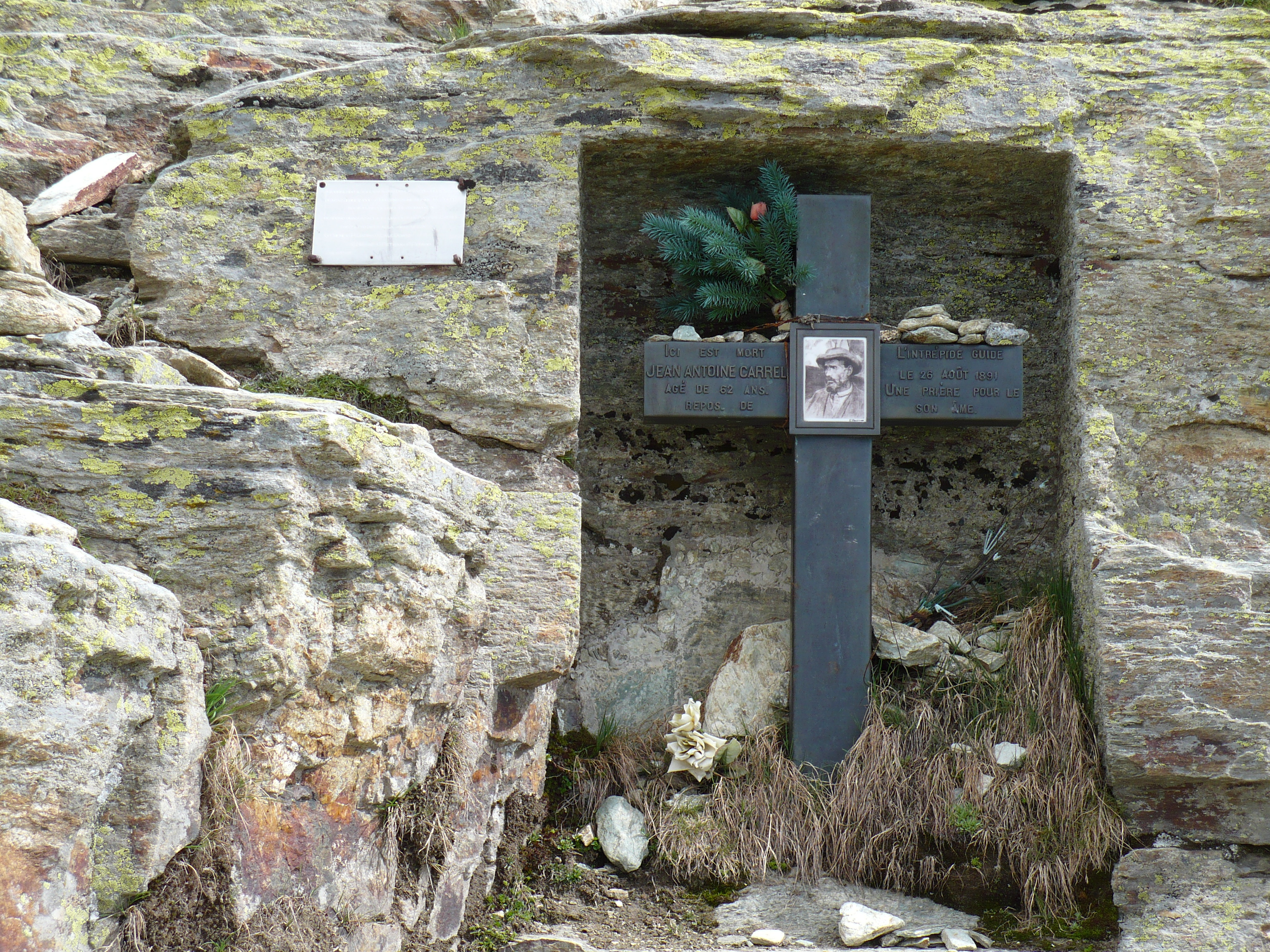
Kreuz am Fuß des Matterhorns an der Stelle, wo er verstarb

## Belege
1. ↑  Abbé Amé Gorret: Bericht der ersten Matterhorn-Besteigung von der italienischen Seite her, in Die Alpen, Les alpes, Le alpi, Monatsschrift des Schweizer Alpenclub, Band XI, Bern 1935, S. 94 ff.
2. ↑  Giuseppe Mazotti: Das Buch vom Matterhorn. Union Deutsche Verlagsgesellschaft, Berlin, 1942, S. 71.

| Personendaten    | Personendaten            |
| ---------------- | ------------------------ |
| NAME             | Carrel, Jean-Antoine     |
| KURZBESCHREIBUNG | italienischer Bergführer |
| GEBURTSDATUM     | getauft 16. Januar 1829  |
| GEBURTSORT       | Valtournenche            |
| STERBEDATUM      | 26. August 1890          |
| STERBEORT        | Matterhorn               |